# (1496) Turku
(1496) Turku est un astéroïde évoluant dans la ceinture principale, découvert le 22 septembre 1938 par l'astronome finlandais Yrjö Väisälä depuis Turku. 
Il est nommé d'après la ville de Turku, qui est la cinquième plus grande ville du pays, on peut aussi voir d'autres exemples d'astéroïdes découverts par Väisälä portant des noms de ville comme, (1500) Jyväskylä, (1499) Pori, (1498) Lahti, (1497) Tampere, (1495) Helsinki ou (1494) Savo.